# Universidad Católica Santo Toribio de Mogrovejo
La Universidad Católica Santo Toribio de Mogrovejo (sigla: USAT) es una universidad católica situada en la ciudad de Chiclayo, provincia de Lambayeque, al norte del Perú. Es promovida y administrada por el obispado de la diócesis de Chiclayo. Reconocida por su excelencia educativa y por ser la primera universidad de la región Lambayeque en tener carreras acreditas por el Sineace. Cabe resaltar que en este 2018 alcanzó el licenciamiento oficial de la Sunedu.
Actualmente está considerada entre las 20 mejores universidades del Perú.

## Historia
Desde 1968 la diócesis de Chiclayo mantiene un cierto respaldo legal para crear instituciones educativas, que se materializó en 1993 con el instituto pedagógico Santo Toribio de Mogrovejo, que alcanzó una particular aceptación e imagen en la comunidad regional. La universidad fue fundada el 23 de marzo de 1996 por el obispo Ignacio María de Orbegozo y Goicoechea y el padre Dionisio Quiroz Tequén y puesta en funcionamiento por su sucesor, Jesús Moliné Labarta, el 19 de diciembre de 1998.
El proceso comienza con la decisión del obispo de constituir a la diócesis en entidad promotora de la USAT, cuya acta se suscribió el 23 de marzo de 1996. En este documento se determinaron los fines, principios y metas que se planteaba la futura universidad. Realizado el estudio de mercado y determinada su conveniencia se sistematizó el proyecto que fue presentado al obispo el 25 de marzo de 1997, como el un obsequio por el día de su onomástico. El proyecto se presentó a la Comisión Nacional de Autorización y Funcionamiento de las Universidades (Conafu) el 22 de mayo de 1997 y se autorizó su funcionamiento el 14 de octubre del año siguiente. El acto de inauguración tuvo lugar el 19 de diciembre, acontecimiento que estuvo presidido por el nuevo obispo, Jesús Moliné Labarta, y las autoridades de la Asamblea Nacional de Rectores, de la Comisión Nacional de Autorización y Funcionamiento de las Universidades y de la Comisión Ejecutiva de la USAT.
La resolución de autonomía universitaria fue otorgada por las autoridades del Conafu en mayo de 2005.
Inicialmente la matrícula fue de 200 estudiantes y ha ido aumentando llegando a los 500 para el año 2013 . En el 2011 la población estudiantil alcanza los 6500 alumnos.

## Funcionamiento
Para el ciclo lectivo de 1999 se pusieron en funcionamiento las primeras carreras profesionales, que son:
- Administración de empresas
- Contabilidad
- Educación primaria
- Educación secundaria

Durante la primera década de existencia se incorporaron dieciséis carreras nuevas:
En 2001
- Ingeniería de sistemas
- Derecho
- Enfermería

En 2005
- Ciencias de la comunicación
- Economía
- Ingeniería industrial

En 2006
- Ingeniería naval

En 2007
- Ingeniería civil
- Psicología

En 2008
- Ingeniería electromecánica
- Ingeniería energética

En 2009
- Administración hotelera
- Ingeniería ambiental 

## Rankings académicos
En los últimos años se ha generalizado el uso de rankings universitarios internacionales para evaluar el desempeño de las universidades a nivel nacional y mundial; siendo estos rankings clasificaciones académicas que ubican a las instituciones de acuerdo a una metodología científica de tipo bibliométrica que incluye criterios objetivos medibles y reproducibles, tomando en cuenta por ejemplo: la reputación académica, la reputación de empleabilidad para los egresantes, la citas de investigación a sus repositorios y su impacto en la web. Del total de 92 universidades licenciadas en el Perú, la Universidad Católica Santo Toribio de Mogrovejo se ha ubicado regularmente dentro del tercio medio a nivel nacional en determinados rankings universitarios internacionales.